# Геник Микола Сергійович
Микола Сергійович Геник (нар. 22 грудня 1997, Чернівці, Україна) — український футболіст, захисник. Колишній гравець чернівецької «Буковини».

## Клубна кар'єра
Вихованець футбольної школи «Буковина» (Чернівці). У чемпіонаті України (ДЮФЛ) виступав за чернівецьку «Буковину». У 2015 році грав у аматорському колективі «Зарінок» (Тисовець), з якими став бронзовим призером чемпіонату Чернівецької області. 
У 2016 році підписав контракт із рідною командою, де спочатку виступав за «Буковину — 2» у чемпіонаті Чернівецької області. Наприкінці серпня 2016 року Микола був заявлений за юнацький склад «Буковини», де став основним гравцем команди. Дебютував за основний склад чернівецької команди 14 квітня 2017 року в матчі першої ліги України проти «Інгульця». 
В зимове міжсезоння (2017/18) за обопільною згодою сторін припинив співпрацю з чернівецьким клубом. Останню гру за «жовто-чорних» він провів 17 лютого 2018 року в міжнародному товариському матчі проти однієї із самих титулованих молдавських команд «Зімбру» (Кишинів).
У 2019 році виступав за один із найсильніших аматорських клубів чемпіонату Чернівецької області: «Волока», з яким виграв всі обласні трофеї. А вже у 2020 році став гравцем іншого аматорського клубу, а саме: УСК «Довбуш» (Чернівці), де головним тренером був добре йому знайомий (за час виступів в «Буковині») Віталій Куниця. Під його керівництвом протягом двох років теж здобув всі внутрішні титули області та активно виступав у чемпіонаті України серед аматорів.
З 2022 року разом із багатьма колишніми партнерами по минулих командах виступав за аматорську команду «Пробій» (Городенка) в чемпіонаті Івано-Франківської області. З 2024 року грає у клубі «Дністер» (Заліщики), також періодично виступає за футзальну команду «Урожай» (Чернівці) в кубку України з футзалу.

## Статистика
| Клуб                | Ліга              | Сезон   | Чемпіонат | Чемпіонат | Кубок | Кубок | Дубль | Дубль |
| Клуб                | Ліга              | Сезон   | Ігри      | Голи      | Ігри  | Голи  | Ігри  | Голи  |
| ------------------- | ----------------- | ------- | --------- | --------- | ----- | ----- | ----- | ----- |
| Буковина (Чернівці) | (II) Перша ліга   | 2016/17 | 1         | 0         |       |       | 6     | 1     |
| Буковина (Чернівці) | (III) Друга ліга  | 2017/18 | 8         | 0         | 1     | 0     |       |       |
| Довбуш (Чернівці)   | (IV) Чемп. (ААФУ) | 2020/21 | 16        | 0         |       |       |       |       |
| Довбуш (Чернівці)   | (IV) Чемп. (ААФУ) | 2021/22 | 6         | 0         |       |       |       |       |
| Дністер (Заліщики)  | (IV) Чемп. (ААФУ) | 2024/25 | 1         | 0         |       |       |       |       |